# Каспи
Каспи (груз. კასპი) је град у Грузији у регији Унутрашњи Картли. Према из 2014. у граду је живело 13.423 становника.

## Становништво
Према процени, у граду је 2014. живело 13.423 становника.
| 1989.  | 2002.  | 2014.  |
| ------ | ------ | ------ |
| 17.305 | 15.233 | 13.423 |